# Маленькое ограбление поезда
«Маленькое ограбление поезда» (англ. The Little Train Robbery) — американский короткометражный боевик Эдвина Портера.

## Сюжет
В отличие от «Большого ограбления поезда», здесь и поезд маленький, курсирующий в парке развлечений, и грабители — мальчишки на пони, и их цель — не очистить сейф почтового вагона, а просто покататься на дармовщинку.